# المشيجح
امشيجح

تعديل مصدري - تعديل

قرية امشيجح هي إحدى قرى عزلة سرار بمديرية سرار التابعة لمحافظة أبينوتقع في قمة جبل غراب، بلغ تعداد سكانها  104 نسمة حسب تعداد اليمن لعام 2004.